# Eunice murrayi
Eunice murrayi är en ringmaskart som beskrevs av McIntosh 1885. Eunice murrayi ingår i släktet Eunice och familjen Eunicidae. Inga underarter finns listade i Catalogue of Life.